# Tito Tebaldi
Pour les articles homonymes, voir Tebaldi.

a Compétitions nationales et continentales officielles uniquement.

b Matchs officiels uniquement.
Dernière mise à jour le 19 août 2019.
Tito Tebaldi, né le 20 septembre 1987 à Parme (Italie), est un joueur de rugby à XV italien évoluant au poste de demi de mêlée en  équipe d'Italie et avec le Benetton Trévise.

## Biographie
Issu d'une famille de joueurs de rugby célèbres (le plus notable est son oncle Daniele, 15 capes internationales pour l'équipe d'Italie et présent lors de la Coupe du monde 1987 et 1991), Tito Tebaldi joue dans l'école de rugby de Noceto, dans la province de Parme.
Il brille vite et signe alors au club plus huppé du SKG GRAN Parma Rugby qui dispute le Super 10, qu'il découvre à l'âge de 19 ans en 2006 ; demi de mêlée avec une bonne capacité à diriger les « gros » de devant, en seulement trois années, il devient un des meilleurs joueurs de la péninsule à son poste.

## Carrière

### En club
- 2005-2006 : Rugby Noceto Football Club
- 2006-2010 : SKG GRAN Parma Rugby
- 2010-2012 : Aironi Rugby
- 2012-2013 : Zebre
- 2013-2014 : Ospreys
- 2014-2016 : Harlequins
- Depuis 2016 : Benetton Trévise

### En sélection nationale
Il honore sa première cape internationale en équipe d'Italie le 13 juin 2009 par une défaite 31-8 contre l'équipe d'Australie.

## Palmarès

### En club
Néant 

### En sélection nationale
À jour au 03/03/17
- 20 sélections depuis 2009.
- 1 drop (3 points).
- Sélections par année : 6 en 2009, 8 en 2010, 2 en 2012, 4 en 2014
- Tournoi des Six Nations disputé : 2010, 2014

En coupe du monde : aucune.

## Source de traduction
- (it) Cet article est partiellement ou en totalité issu de l’article de Wikipédia en italien intitulé « Tito Tebaldi » (voir la liste des auteurs).